# 8503 Masakatsu
8503 Masakatsu este un asteroid din centura principală de asteroizi.

## Descriere
8503 Masakatsu este un asteroid din centura principală de asteroizi. A fost descoperit pe 21 noiembrie 1990 la Kitami de Kin Endate și Kazuro Watanabe. Asteroidul prezintă o orbită caracterizată de o semiaxă mare de 2,21 ua, o excentricitate de 0,17 și o înclinație de 6,7° în raport cu ecliptica.